# Jiří Stano
Jiří Stano (29. ledna 1926 Přívoz – 4. března 2017 Praha) je český spisovatel. Působil jako redaktor, reportér a fejetonista Rudého práva.

## Život
Narodil se 29. ledna 1926 v osadě dolu František (Ostrava–Přívoz) v rodině důlního geometra. Začal studovat na reálném gymnáziu v Ostravě-Přívoze, ale za okupace bylo studium přerušeno totálním nasazením ve Vítkovických železárnách a na šachtě František. Po osvobození dokončil gymnázium (maturita r. 1946) a byl přijat na Karlovu univerzitu v Praze, kde studoval psychologii, sociologii a filozofii (1946–1950); dosáhl akademického titulu doktor filozofie (PhDr.).
V roce 1950 byl pověřen řízením brněnského nakladatelství Rovnost. V roce 1952 nastoupil povinnou dvouletou vojenskou službu. Po návratu do civilu byl od roku 1954 zaměstnán v Rudém právu, kde vystřídal řadu pozic (reportér, vedoucí zahraničního oddělení, vedoucí oddělení reportáží). Jako reportér procestoval mnoho zemí Evropy, Asie a Afriky.
V roce 1993 se stal spoluzakladatelem Výboru národní kultury a spoluzakládal i Unii českých spisovatelů. Obdržel Cenu Unie českých spisovatelů (2013) za celoživotní literární dílo.

## Dílo
Psal velmi angažovaně, prosocialisticky, častým námětem mu byli horníci a havíři. Dále psal reportáže z cizích zemí. Zvláštní kapitolu spisovatele Jiřího Stana tvoří cestopisy a reportáže. V nich čtenář pozná, že mu nejde jen o cestovatelské zážitky, ale o hluboce promyšlenou konfrontaci dneška s kulturně společenským vzepjetím lidského ducha v různých koutech světa a v různých historických etapách. Čtenáře Stano upoutá i jazykovým mistrovstvím. Dovede nově vidět i to, co čtenář se domnívá, že už zná z historie, filmu či jiných knih. (Alois Tybrych)
- Havířská čest: povídky z Ostravska, 1952
- Na březích Ostravice: historický obraz z první republiky, 1954 – román
- S Tebou, Země, 1960
- Bulharské léto, 1962
- Bulharské kapitoly, 1974
- S blokem v ruce, 1974
- Ostravské povídky, 1975
- Setkání s hrdiny, 1975
- Letopis všedních dnů, 1976
- Země bez konce, 1979
- My z Orenburgu, 1979
- Případ Rodopy, 1979 – novela
- Jenom jeden život, 1980
- Rozsudek, 1980 – navazuje na Případ Rodopy (psychologický román)
- Partyzán Mitko, 1982
- Vítězové bez vavřínů, 1983
- Z Buzuluku do Prahy po čtyřiceti letech, 1985
- Evropou proti větru, 1986
- Z českých koutů a zákoutí: (tristní humorky), 2000
- Křížová cesta tří františkánů, 2001 – povídky
- Vašík, Kuba a jejich svět, 2009 – veršovaná publikace pro děti
- Knížka bez názvu: (epigramy a satirická próza z let 1990-2011), 2012
- Hej, vy tam nahoře: (epigramy a jiná satira), 2013